# Piero Giacomelli
Piero Giacomelli (Trieste, 6 novembre 1977) è un ex arbitro di calcio italiano.

## Carriera
Arbitro effettivo dall'età di 15 anni, Giacomelli fa il suo debutto assoluto nel 1992. Appartiene alla Sezione AIA della sua città natale, Trieste, di cui è stato anche Presidente.
Dopo due anni di Eccellenza, nel 2004 viene promosso in C.A.N. D, e successivamente in C.A.N. C nell'estate del 2007. In tale categoria colleziona tre anni di permanenza e il 1º luglio 2010 ottiene il passaggio alla C.A.N. B.
Portogruaro-Cittadella, disputatasi il 22 agosto dello stesso anno e terminata 2-0 per i padroni di casa, rappresenta il suo esordio in Serie B. Nei mesi successivi è designato regolarmente in Serie B, raggiungendo anche l'esordio in Serie A nella parte finale della stagione. Il 3 aprile 2011 è infatti chiamato a dirigere l'incontro Genoa-Cagliari, allo Stadio Luigi Ferraris.
Al termine della stagione sportiva 2013-2014 ha diretto 39 partite in Serie B, tra cui l'andata della finale play-off della stagione 2011-2012, che vale l'accesso in Serie A, tra Sampdoria e Varese, terminata 3-2 per i blucerchiati. Il 26 luglio 2012 si apprende della sua promozione in serie A, con circa venti giorni di ritardo rispetto alla consueta presentazione stagionale degli organici. Tale decisione di ampliare l'organico della CAN A di un elemento viene infatti presa in un secondo momento, per far fronte all'impiego degli arbitri di porta in serie A.
Il 1º settembre 2020 viene derogato in quanto avrebbe dovuto terminare la sua carriera da arbitro essendo da otto stagioni in CAN A, beneficiando inoltre di modifiche alle norme AIA che prevedono la soppressione del predetto limite di otto stagioni in luogo del solo limite d'età di 45 anni (innalzabile a 50 per i 15 migliori arbitri della CAN A e B).
Lo stesso giorno viene inserito nell'organico della CAN A-B, nata dall’accorpamento di CAN A e CAN B: dirigerà sia in Serie A che in Serie B. Nella stagione 2020-2021 viene designato in 17 partite del massimo campionato e in 4 in cadetteria.
In seguito agli errori arbitrali compiuti nella partita tra Milan e Roma del 26 ottobre 2020, viene sospeso, insieme al VAR Luigi Nasca, per 2 giornate. Torna ad arbitrare il 22 novembre, in occasione del match di Serie B tra Reggina e Pisa.
Termina la sua carriera nella massima serie al termine della stagione 2021-2022, quando figura tra la lista dei dismessi dalla CAN dopo aver diretto un totale di 158 partite in Serie A.